# گل حفاری

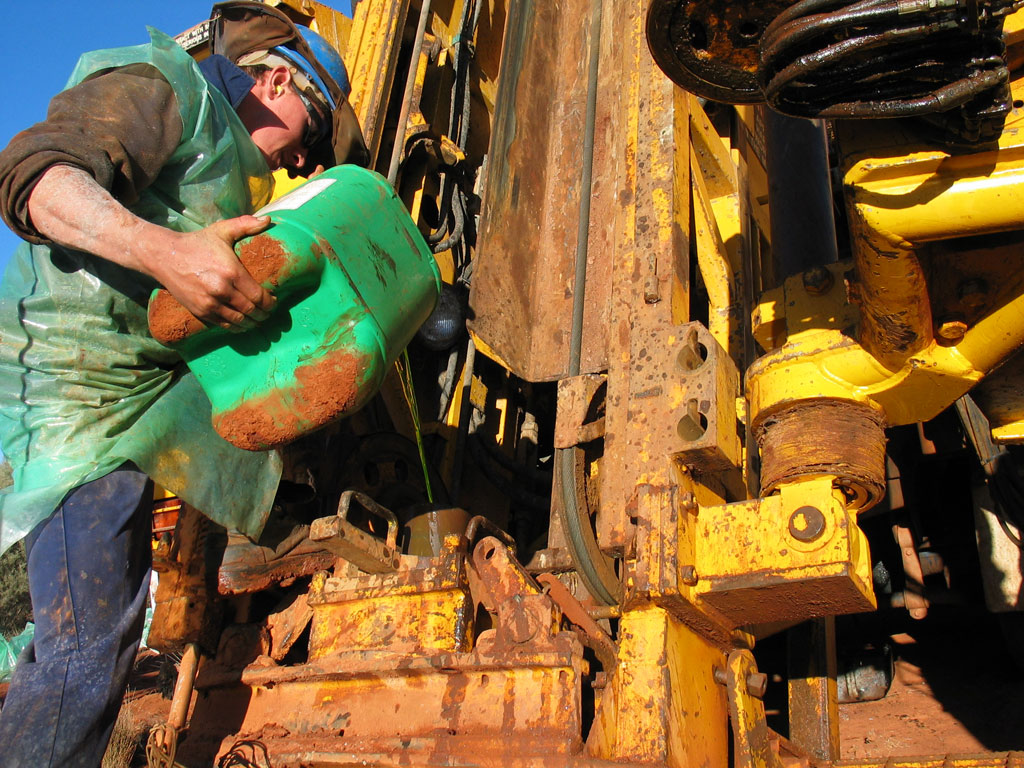
دریل کردن زمین

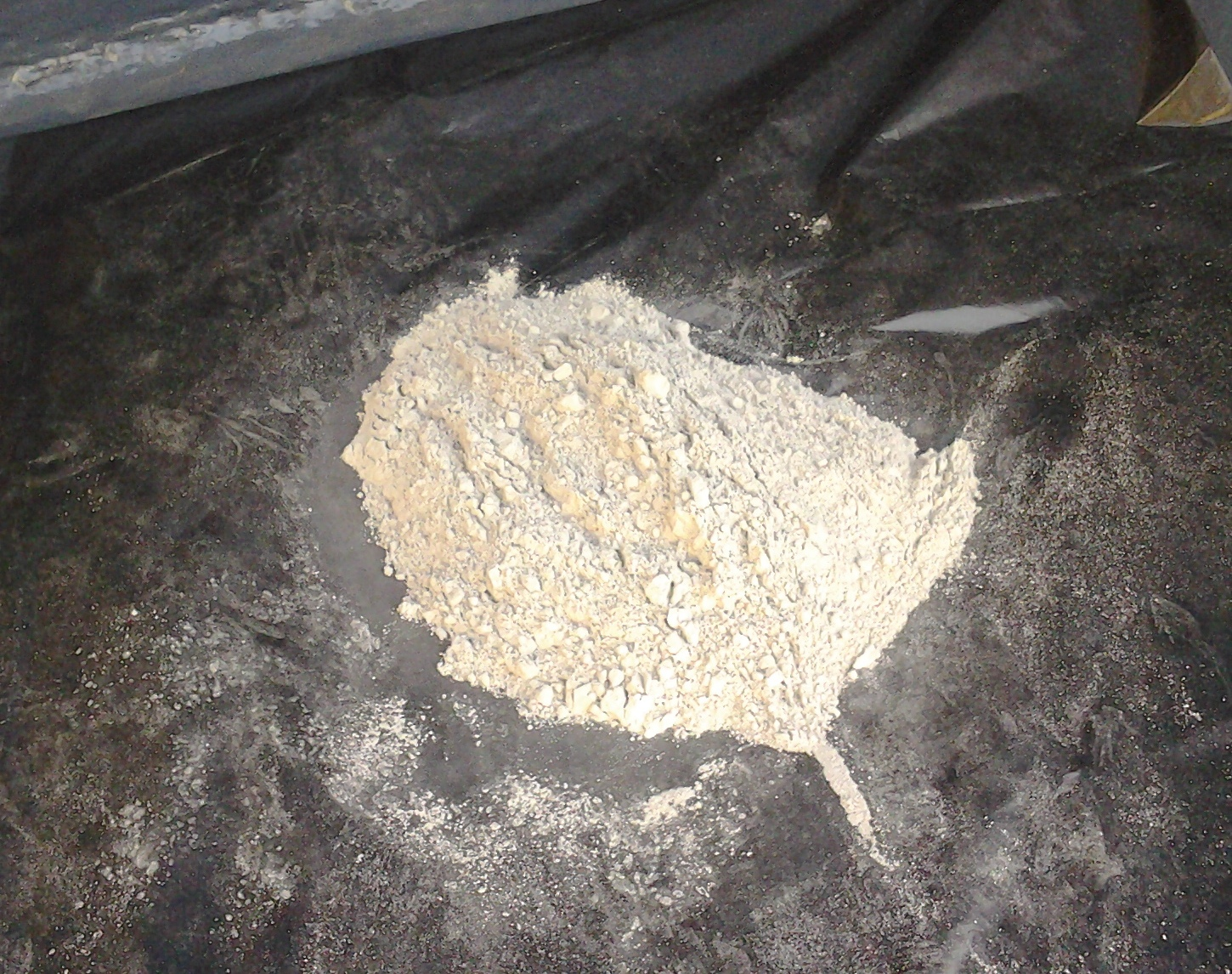
پودر بارتیت که برای تولید گل کاربر دارد

گل حفاری در مهندسی ژئوتکنیک، به مخلوطی از آب و رس اطلاق می‌گردد، که برای حمل مواد حفر شده در سیستم‌های حفاری، به سطح زمین از آن استفاده می‌شود. گل حفاری غیر از بالا آوردن تراشه‌های زمین کاربردهای دیگری نیز در ته چاه انجام می‌دهد، که عبارتند از خنک کردن و روان کردن مته. علت اینکه بجای آب از گل حفاری استفاده می‌شود این است که خرده سنگ‌های حفاری شده، دارای وزن مخصوص زیادی هستند و با اینکه گل بعلت سرعت زیاد آن‌ها را با خود بالا می‌آورد، ولی باید گرانروی گل بحدی باشد، که بتواند خرده سنگ‌ها را با سهولت و به سرعت، از چاه خارج نماید.
گلی که بدین ترتیب خرده سنگها را از چاه بیرون می‌کشد و بدرون صافی مخصوصی که شبیه غربال است هدایت می‌شود در آنجا خود گل از صافی عبور کرده اما خرده سنگها روی صافی باقی می‌مانند و گل پس از عبور از صافی در مخزنی جمع‌آوری و از آنجا مجدداً بداخل رشته حفاری تلمبه می‌شود. بدین ترتیب جریان دائمی گل از درون کاسه گردان به داخل رشته حفاری و سرمته و از آنجا به فضای بین رشته حفاری و چاه و تا صافی مخزن ادامه پیدا می‌کند.
گل حفاری باعث می‌شود ستون گل حفاری به دیوار چاه فشار آورد و مانع ریزش آن شود. به علاوه بدنه چاه را اندود کرده و منافذ آن را می‌گیرد و دیگر آنکه در مواقعی که مته در اعماق زیاد به لایه گاز یا نفت (در حفاری‌های نفت و گاز) می‌رسد ستون گل مانع می‌شود که گاز یا نفت از منافذ لایه مذکور که ممکن است فشار زیاد هم داشته باشد بروی چاه راه یابد. به همین جهت غلظت و وزن گل حفاری باید بیش از وزن آب و بحدی باشد که بتواند فشار لایه متخلخل مذکور را خنثی کند.